# Macromia amphigena
Macromia amphigena är en trollsländeart. Macromia amphigena ingår i släktet Macromia och familjen skimmertrollsländor. IUCN kategoriserar arten globalt som livskraftig.

## Underarter
Arten delas in i följande underarter:
- M. a. amphigena
- M. a. fraenata
- M. a. masaco

## Bildgalleri

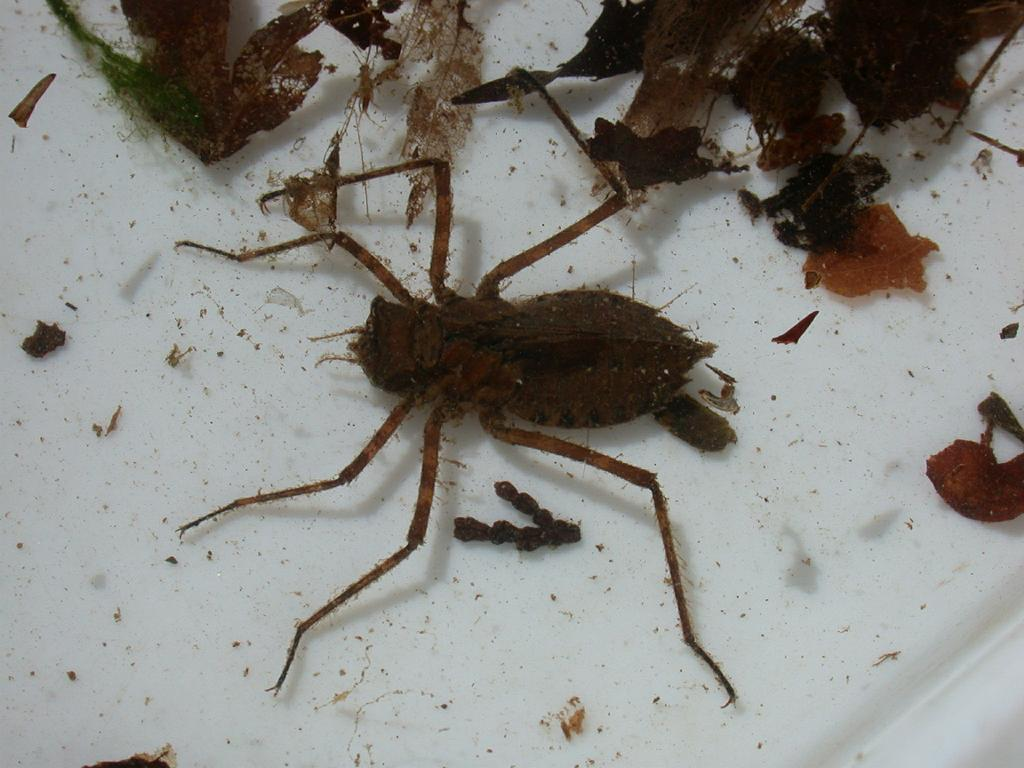